# Mammillaria crinita
Mammillaria crinita är en kaktusväxtart som beskrevs av Dc. Mammillaria crinita ingår i släktet Mammillaria och familjen kaktusväxter.

## Underarter
Arten delas in i följande underarter:
- M. c. crinita
- M. c. leucantha
- M. c. wildii

## Bildgalleri

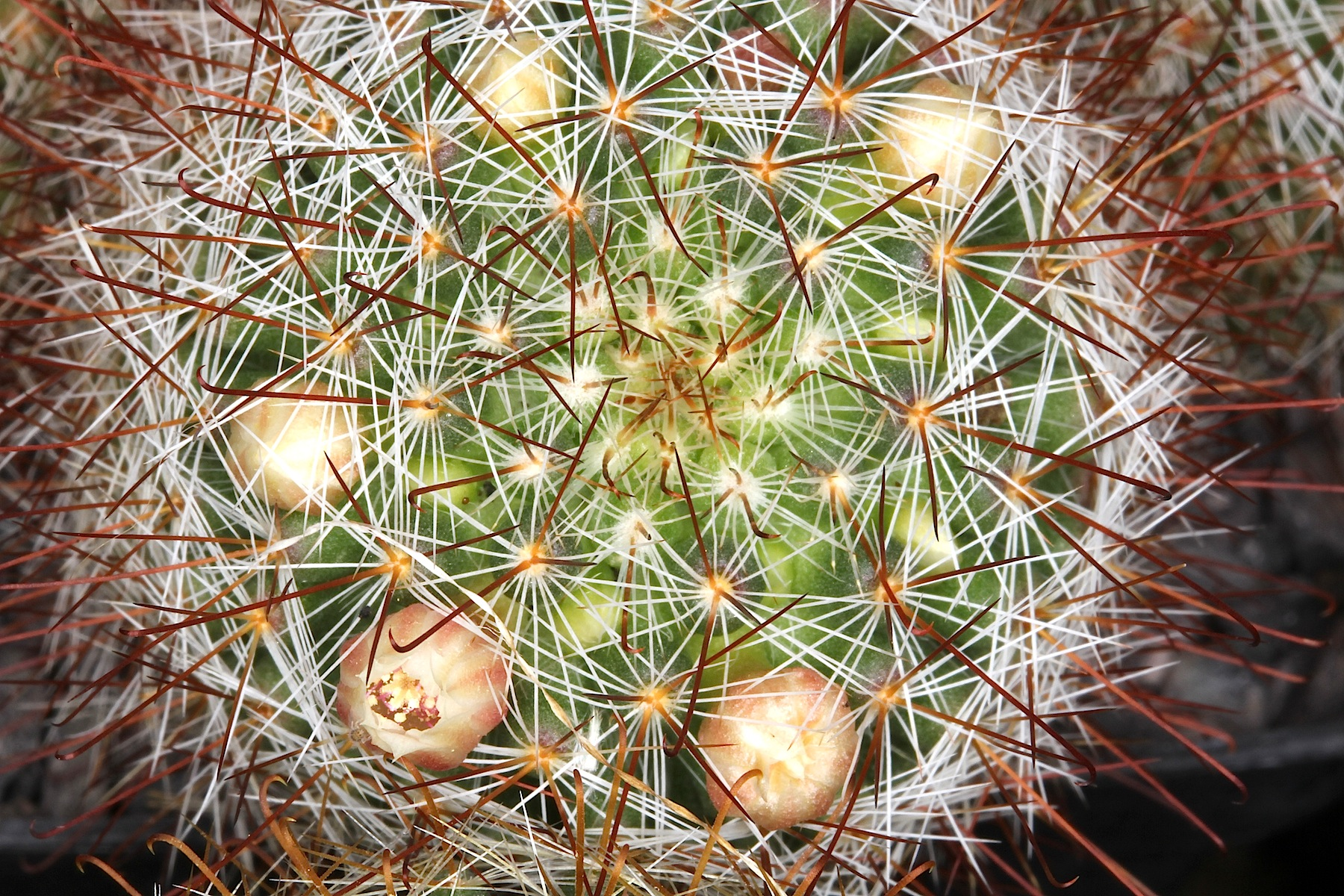
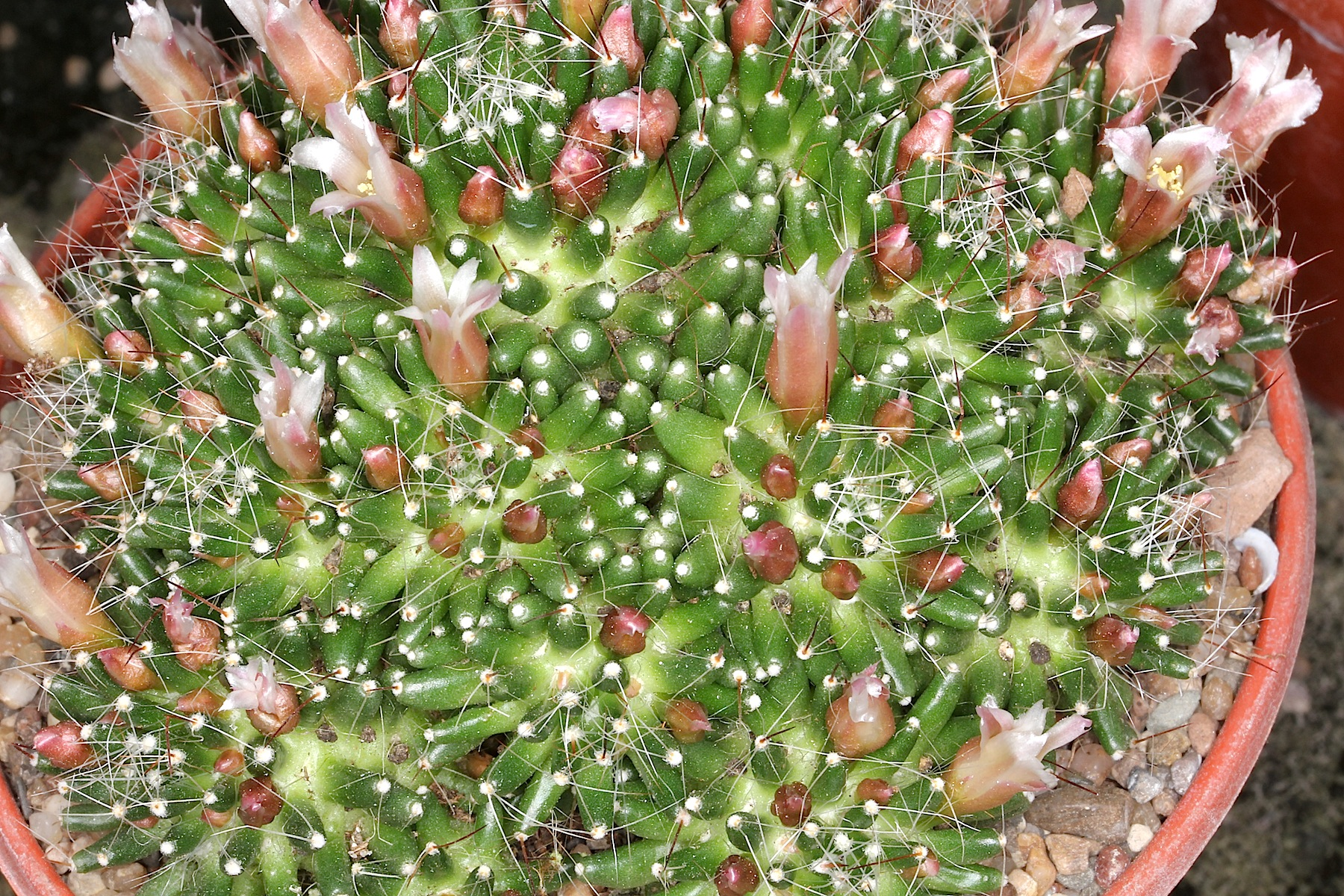
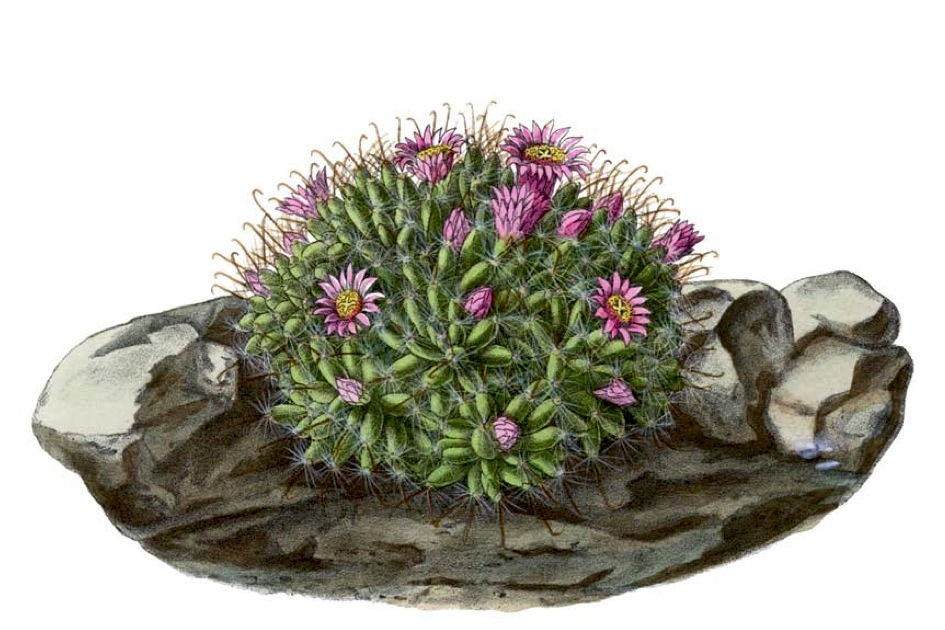
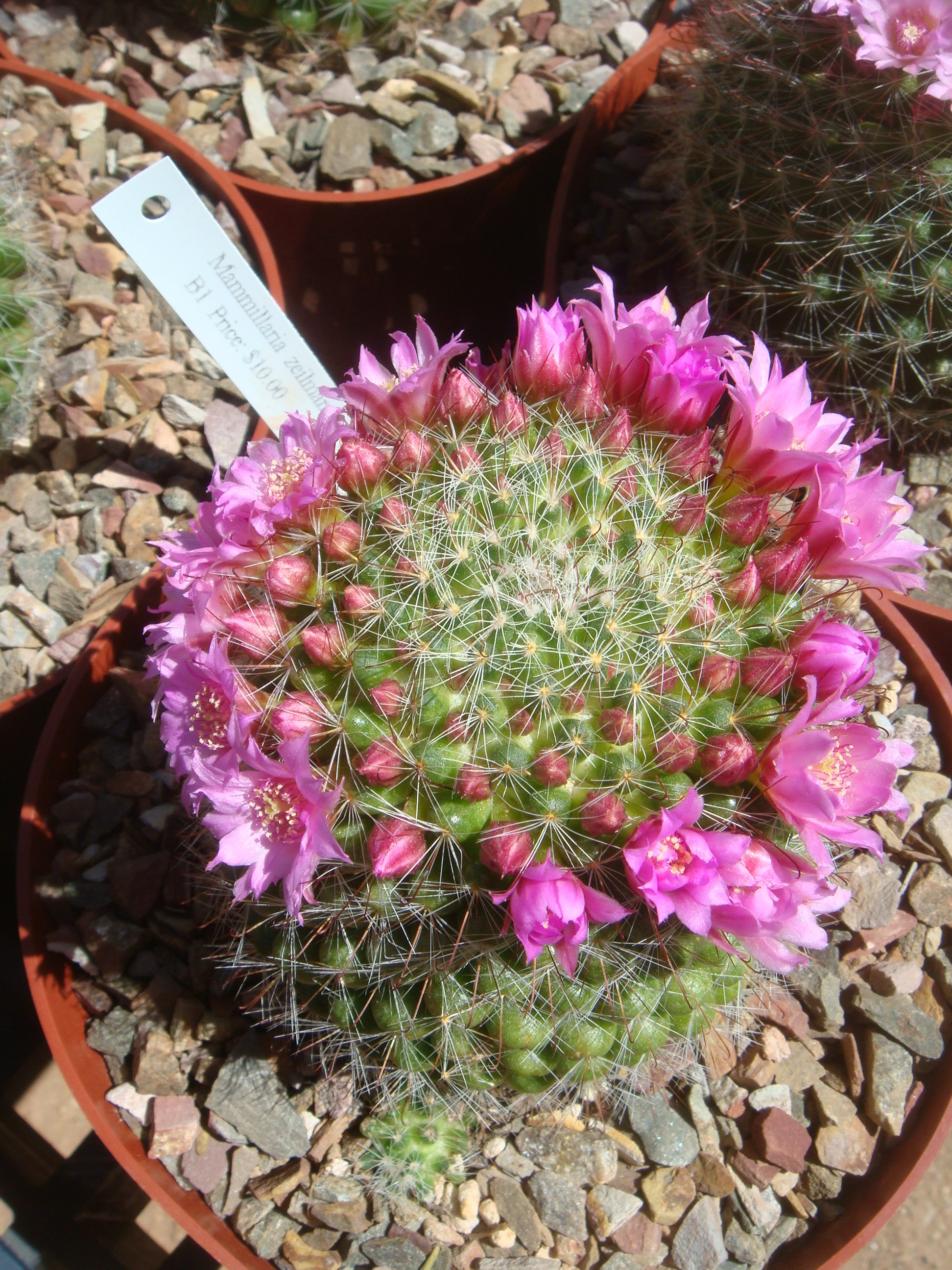
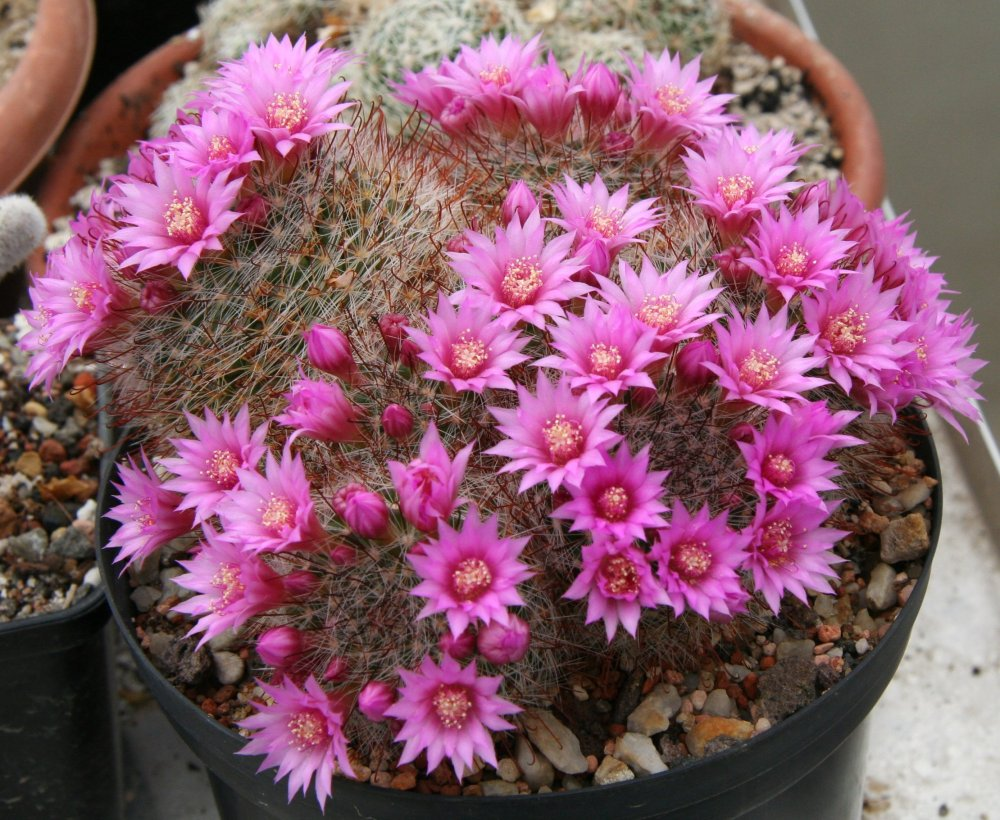